# زنگوله‌پری سیسکیو
زنگوله‌پری سیسکیو (نام علمی: Prosartes parvifolia) نام یک گونه از سرده زنگوله‌های پری است.